# Bombi Bitt och jag (film, 1936)
Bombi Bitt och jag är en svensk långfilm från 1936 i regi av Gösta Rodin. I titelrollerna ses Sture Lagerwall och Frank Sundström.

## Om filmen
Filmen premiärvisades den 16 november 1936 på biograferna Capitol i Helsingborg, Palladium i Malmö och Fågel Blå i Uppsala. Stockholmspremiär ett par veckor senare. Filmen spelades in vid Cromo Films ateljé i Stockholm med exteriörer från Österlen, Kivik, Vollsjö och Danderyds kyrka av Sven Thermænius. Som förlaga har man Fritiof Nilsson Piratens debutroman som utkom 1932. Romanen filmades på nytt som TV-serie 1968 i regi av Bengt Lagerkvist.

## Övrigt
Filmen omnämns i Torsten Ehrenmarks memoarer, Hamlet i fotbollsskor, 1972. Torsten Ehrenmark var son till Bertil Ehrenmark, en av de mindre rollinnehavarna, vilket trots allt imponerade på Torstens skolkamrater.
Den i boken fjortonårige Bombi Bitt spelades i filmen av den tjugosjuårige Sture Lagerwall, som alltså var nästan dubbelt så gammal som sin rollfigur, och den elvaårige Eli spelades av den tjugofyraårige Frank Sundström, mer än dubbelt så gammal som rollfiguren.

## Citat
- - Broderslagen säger att det den ena har, det är lika mycket den andres.
- - Jo, pappa förstår, jag håller på att skriva en dagbok och då vill man ju gärna ha något att skriva om.

## Rollista i urval
- Sture Lagerwall – Bombi Bitt
- Frank Sundström – Eli, "jag"
- Harriet Bosse – Franskan, Bombi Bitts fostermor
- Gunnar Olsson – Nils Galilé
- Margit Manstad – Texas Ros
- Sigurd Wallén – Elis far, stins i Tosterup
- John Ekman – Wolff
- Bertil Ehrenmark – Riomio
- Ernst Brunman – länsman
- Emil Fjellström – fjärdingsman
- Signe Wirff – Elis mor
- Anna Olin – Boel, hushållerskan
- Axel Högel – Elof, kyrkvaktmästaren
- Torsten Bergström – prosten
- Ingrid Sandahl – prostinnan

## Musik i filmen
- Texas Ros sång, kompositör Ernfrid Ahlin, text Roland, sång Margit Manstad
- Berättelse och sång om Löjtnant Sparre och Elvira Madigan, den sköna konstberiderskan, hvilka båda för egen hand och af kärlek sköto ihjäl sig i Tåsinge, Danmark (Sorgeliga saker hända), text Johan Lindström Saxon, instrumental.
- Sérénade romantique, kompositör Gaston Borch, instrumental.

## DVD
Filmen gavs ut på DVD 2004 tillsammans med dramat Rännstensungar.